# Sonic X
Sonic X (ソニックX, Sonikku Ekkusu) is een animeserie gebaseerd op de Sonic the Hedgehog-computerspelserie. De serie werd geproduceerd in Japan door TMS Entertainment.
De eerste twee seizoenen van de serie zijn ook nagesynchroniseerd uitgezonden in Nederland door Jetix.

## Inhoud

### Seizoen 1
Tijdens een routinegevecht met Sonics aartsvijand Dr. Eggman, die alle zeven chaosdiamanten heeft bemachtigd, activeert Sonic per ongeluk Chaos controll. Hierdoor belanden hij, Eggman, Amy, Knuckles, Tails, Rouge (die zonder dat het iemand was opgevallen in de buurt was, wachtend op een kans om de chaosdiamanten te stelen), Cream en Cheese per ongeluk van hun eigen planeet op de aarde.
Eenmaal op aarde maakt Sonic al snel vrienden met de rijke Chris Thorndyke, die Sonic redt van de verdrinking nadat Sonic in het zwembad bij hun huis is gevallen. Al snel maakt Dr. Eggman zijn aanwezigheid bekend, en laait de strijd tussen hem en Sonic weer op.
Seizoen 1 draait geheel om het vinden van de zeven chaosdiamanten, alsmede hoe Sonic en zijn vrienden zich aan proberen te passen aan hun nieuwe omgeving. Sonic en co worden door de meeste mensen als helden onthaald, maar niet iedereen deelt die mening.
Aan het eind van het seizoen bemachtigt Sonic alle chaosdiamanten, en activeert wederom chaos controll.

### Seizoen 2
Zes maanden zijn verstreken. In plaats van dat de tweede Chaos Controll Sonic en Co naar huis heeft gebracht, heeft het juist meer onderdelen van Sonics wereld naar de aarde gehaald.
Seizoen 2 bestaat uit een aantal losse verhaallijnen gebaseerd op onder andere de spellen Sonic Adventure, Sonic Adventure 2, en Sonic Battle. Zo vecht Sonic met het wezen Chaos, komt zijn dubbelganger Shadow tegen, en neemt deel aan een vechttoernooi.
Uiteindelijk blijkt dat Sonics wereld en de aarde volledig dreigen te fuseren. Als dat gebeurt, is de ramp niet te overzien. Enige mogelijkheid is alle effecten van Chaos Controll weer ongedaan maken. Tails en Chuck, de grootvader van Chris, bouwen een grote poort waarmee alle wezens uit Sonics wereld terug kunnen worden gestuurd naar hun eigen wereld.

### Seizoen 3
In seizoen 3 is het zes jaar later. Chris, die nu een tiener is, slaagt erin de poort van zijn grootvader te activeren en zelf naar Sonics wereld te reizen. Eenmaal daar verandert hij weer in een kind aangezien door het tijdsverschil tussen de twee werelden er slechts zes maanden zijn verstreken in Sonics wereld.
Het weerzien wordt verstoord door een nieuwe vijand: de Metarex onder leiding van Dark Oak. Dit buitenaardse leger reist door het universum om planeten te ontdoen van hun primaire energiebron: de Planet Eggs. Sonic en Co bouwen een ruimteschip om de Metarex na te reizen de ruimte in, in de hoop een manier te vinden hen te verslaan. Dr. Eggman en zijn handlangers achtervolgen hen. Sonic en Co worden geholpen door Cosmo, een wezen wiens planeet door de Metarex is vernietigd.
In de laatste grote slag worden de Metarex verslagen door Super Sonic en Super Shadow. Cosmo offert zichzelf op om de Metarex de genadeklap toe te brengen.
Het seizoen eindigt met een aantal Cliffhangers. Zo verdwijnt Shadow spoorloos na het laatste gevecht. Ook probeert Chris terug naar zijn wereld te reizen, maar of dit lukt wordt niet getoond.

## Amerikaanse versie
Zoals bij veel Japanse series onderging Sonic X een aantal veranderingen bij de distributie naar Amerika. Zo werden bijna alle geluidseffecten en stukken achtergrondmuziek aangepast. Ook werden scenario’s die men ongeschikt achtte voor jonge kijkers aangepast. In de verhaallijn van het tweede seizoen, gebaseerd op het spel Sonic Adventure 2, wordt in de Amerikaanse versie het personage Maria Robotnik enkel gevangengenomen terwijl ze in de originele Japanse versie werd neergeschoten (gelijk aan in het spel).
Dit laatste was nog een keer terug te zien in het spel Shadow the Hedgehog.
Daar de serie via Amerika naar Nederland was gehaald, is het de Amerikaanse versie die in Nederland werd uitgezonden.

## Ontvangst
Hoewel de kijkcijfers van Sonic X in Japan zelf zeer tegenvielen, was de serie in de Verenigde Staten en Frankrijk enorm populair; het werd daar zelfs op een gegeven moment de meest bekeken kinderserie op televisie. In 2007 was het de bestverkochte animatie op de niet-Japanse markt, waar TMS zich vooral op ging richten.
Hoewel de kijkers te spreken waren over Sonic X, werd de serie door recensenten zeer negatief beoordeeld. Zo zou Tim Jones van THEM Anime hebben gezegd dat de Engelstalige nasynchronisatie slecht was, Chris een saai, ongeïnspireerd personage was, Ella en meneer Tanaka stereotypen van Japanners en Afro-Amerikanen waren en de locatie afschuwelijk was. Desondanks is de serie vandaag de dag nog steeds populair, reden waarom Discotek Media sinds 2015 de serie opnieuw uitzendt.

## Rolverdeling
| Personage                     | Japanse stemacteur                              | Engelse stemacteur                                    | Nederlandse stemacteur |
| ----------------------------- | ----------------------------------------------- | ----------------------------------------------------- | ---------------------- |
| Sonic the Hedgehog            | Junichi Kanemaru                                | Jason Griffith                                        | Sander van der Poel    |
| Christopher "Chris" Thorndyke | Sanae Kobayashi (kind) Masakazu Morita (tiener) | Suzanne Goldish (kind) Michael Sinterniklaas (tiener) | Bart Fennis            |
| Miles "Tails" Prower          | Ryo Hirohashi                                   | Amy Palant                                            | Laura Vlasblom         |
| Amy Rose                      | Taeko Kawata                                    | Lisa Ortiz                                            | Thera van Homeijer     |
| Knuckles the Echidna          | Nobutoshi Canna                                 | Dan Green                                             | Florus van Rooijen     |
| Cream the Rabbit              | Sayaka Aoki                                     | Rebecca Handler                                       | Melise de Winter       |
| Cheese the Chao               | Ryo Hirohashi                                   | Jack Quevas                                           | Laura Vlasblom         |
| Dr. Eggman                    | Chikao Otsuka                                   | Mike Pollock                                          | Just Meijer            |
| Shadow the Hedgehog           | Koji Yusa                                       | Jason Griffith                                        | Victor van Swaay       |
| Rouge the Bat                 | Rumi Ochiai                                     | Kathleen Delaney                                      | Lies Visschedijk       |
| Vector the Crocodile          | Kenta Miyake                                    | Jimmy Zoppi                                           | Walter De Donder       |
| Espio the Chameleon           | Yuki Masuda                                     | David Wills                                           |                        |
| Charmy Bee                    | Yoko Teppozuka                                  | Amy Birnbaum                                          |                        |
| Chuck Thorndyke               | Bin Shimada                                     | Jerry Lobozzo                                         | Juus Piek              |
| Nelson Thorndyke              | Ken Yamaguchi                                   | Ted Lewis                                             | Florus van Rooijen     |
| Lindsay Thorndyke             | Naomi Shindo                                    | Jennifer Blood                                        | Lies Visschedijk       |
| Ella                          | Kujira                                          | Mike Pollock                                          | Beatrijs Sluijter      |
| Mister Tanaka                 | Naoki Imamura                                   | Darren Dunstan                                        | Frank Rigter           |
| Sam Speed                     | Soichiro Tanaka                                 | Frank Frankson                                        | Frank Rigter           |
| Decoe                         | Ken Yamaguchi                                   | Andrew Rannells                                       | Juus Piek              |
| Bocoe                         | Bin Shimada                                     | Darren Dunstan                                        | Fred Butter            |
| Bokkun                        | Yumiko Kobayashi                                | Andrew Rannells                                       | Lies Visschedijk       |
| Daniel                        | Naomi Shindo                                    | Rachael Lillis                                        | David Hakkert          |
| Helen                         | Noriko Hidaka                                   | Amy Birnbaum                                          | Eline Blom             |
| Mr. Stewart                   | Michio Nakao                                    | Andrew Rannells                                       | Frank Rigter           |
| Dark Oak                      | Jouji Nakata                                    | Jonathan Todd Ross                                    |                        |
| Cosmo                         | Etsuko Kozakura                                 | Amy Birnbaum                                          |                        |

## Stripserie
Archie Comics, een Amerikaanse stripboekuitgever, heeft een stripserie gebaseerd op de animatieserie gemaakt. Deze strip werd tot 2008 gepubliceerd. De verhalen staan in Nederland soms vertaald in het tijdschrift Jetix Magazine.

## Sonic X op tv
- Japan - TV Tokyo, Kids Station
- Verenigde Staten - 4Kids Entertament, Nicktoons (na SpongeBob SquarePants)
- Verenigd Koninkrijk - Jetix, Disney XD
- Nederland - Jetix
- Frankrijk - Jetix, Disney XD
- Duitsland - Jetix
- Slowakije - Jetix
- Australië - Seven Network
- Denemarken - Jetix, Disney XD
- Noorwegen - Jetix
- Zweden - Jetix
- Finland - Jetix
- Latijns-Amerika - Jetix
- Polen - Jetix
- Italië - Jetix, Italia 1, Rai 2
- Brazilië - Jetix
- Rusland - Jetix
- Griekenland - Jetix
- Israël - Jetix
- Canada - YTV
- België (Wallonië) - Club RTL